# Código Ōmi
O Código Ōmi (近江令, ōmiryō) é uma coleção de normas do governo compiladas em 668 d.C., sendo a primeira coleção de leis Ritsuryō no Japão clássico. Essas leis foram compiladas por Fujiwara no Kamatari sob ordem do Imperador Tenji.
Essa coleção de leis se perdeu, e sua existência é alegada apenas em referências breves em documentos posteriores como o Tōshi Kaden, uma história dos Fujiwara. Além disso, está faltando no Nihon Shoki.
O Ōmi-ryō, consistindo de 22 volumes, foi promulgado no último ano do reinado de Tenji.  Esse código não existe mais, mas teria sido refinado com a edição do Asuka Kiyomihara ritsu-ryō de 689, que se entende como um predecessor do Taihō ritsu-ryō de 701.